# Sangolo
Sangolo är en ort i Burkina Faso.   Den ligger i regionen Sud-Ouest, i den sydvästra delen av landet, 280 km sydväst om huvudstaden Ouagadougou. Sangolo ligger 313 meter över havet och antalet invånare är 502.
Terrängen runt Sangolo är platt. Runt Sangolo är det glesbefolkat, med 15 invånare per kvadratkilometer.. Närmaste större samhälle är Loukoura, 7,5 km öster om Sangolo.
Omgivningarna runt Sangolo är huvudsakligen savann.